# GeForce 800M
GeForce 800M Series — семейство графических процессоров Nvidia, используемых в ноутбуках. Название серии GeForce 800 изначально планировалось использовать как для мобильных чипов, так и для настольных. Планировалось использовать микроархитектуру Maxwell, которая была ранее использована в некоторых GPU GeForce 700 Series, а именно в GTX 750 и GTX 750 Ti, выпущенных 8 февраля 2014 года. Тем не менее, поскольку мобильные графические процессоры GeForce 800M Series уже были выпущены с использованием архитектуры Kepler, Nvidia решила переименовать свои графические процессоры GeForce 800 для настольных компьютеров в GeForce 900 Series.

## Модельный ряд
| Модель           | Дата          | Кодовое имя | Тех- процесс (нм) | Интерфейс Ввода-вывода | Конфигурация ядра1                   | Частоты              | Частоты              | Частоты       | Пиковая скорость заполнения | Пиковая скорость заполнения | Видеопамять | Видеопамять                   | Видеопамять    | Видеопамять | Поддерживаемый API (версия) | Поддерживаемый API (версия) | Вычислительная мощность2 (Гигафлопс) | TDP (Вт) |
| Модель           | Дата          | Кодовое имя | Тех- процесс (нм) | Интерфейс Ввода-вывода | Конфигурация ядра1                   | Ядро (МГц)           | Шейдерный блок (МГц) | Память (MT/s) | (гига- пикселей/с)2         | (гига- текселей/с)3         | Объём (МиБ) | Пропускная способность (Гб/с) | Тип шины       | Шина (бит)  | DirectX                     | OpenGL                      | Вычислительная мощность2 (Гигафлопс) | TDP (Вт) |
| ---------------- | ------------- | ----------- | ----------------- | ---------------------- | ------------------------------------ | -------------------- | -------------------- | ------------- | --------------------------- | --------------------------- | ----------- | ----------------------------- | -------------- | ----------- | --------------------------- | --------------------------- | ------------------------------------ | -------- |
| GeForce 800M     | 17 марта 2014 | GF117       | 28                | PCIe 2.0 x8            | 48:8:8                               | 738                  | 1476                 | 2000          | 5,9                         | 5,9                         | 2048        | 14,4                          | DDR3           | 64          | 12.0                        | 4.5                         | 141,7                                | 15       |
| GeForce 820M     | Февраль 2014  | GF117       | 28                | PCIe 2.0 x16           | 96:16:4                              | 719-954              | 1438-1908            | 2000          | 2,9-3,8                     | 11,5-15,3                   | 2048        | 16                            | DDR3           | 64          | 12.0                        | 4.5                         | 276,1-366,3                          | 15       |
| GeForce 830M     | 12 марта 2014 | GM108       | 28                | PCIe 3.0 x16           | 256:16:8 (2 SMM)                     | 1082+Boost           | 1082+Boost           | 2000          | 9,2                         | 18,4                        | 2048        | 14,4                          | DDR3           | 64          | 12.0                        | 4.5                         | 588,8                                | 33       |
| GeForce 840M     | 12 марта 2014 | GM108       | 28                | PCIe 3.0 x16           | 384:24:8 (3 SMM)                     | 1029+Boost           | 1029+Boost           | 2000          | 8,2                         | 24,7                        | 2048        | 16                            | DDR3           | 64          | 12.0                        | 4.5                         | 790,3                                | 30       |
| GeForce GTX 850M | 12 марта 2014 | GM107       | 28                | PCIe 3.0 x16           | 640:40:16 (5 SMM)                    | 936+Boost            | 936+Boost            | 5000          | 14,0                        | 35,0                        | 2048        | 32 до 80                      | DDR3 или GDDR5 | 128         | 12.0                        | 4.5                         | 1198,1                               | 40       |
| GeForce GTX 860M | 12 марта 2014 | GM107 GK104 | 28                | PCIe 3.0 x16           | 640:40:16 (5 SMM) 1152:96:16 (6 SMX) | 1029+Boost 797+Boost | 1029+Boost 797+Boost | 5000          | 16,5 12,8                   | 41,2 76,5                   | 2048        | 80                            | GDDR5          | 128         | 12.0                        | 4.5                         | 1317,1 1836,3                        | 40-45 75 |
| GeForce GTX 870M | 12 марта 2014 | GK104       | 28                | PCIe 3.0 x16           | 1344:112:24 (7 SMX)                  | 941+Boost            | 941+Boost            | 5000          | 22,6                        | 105,4                       | 3072 6144   | 120                           | GDDR5          | 192         | 12.0                        | 4.5                         | 2529,4                               | 100      |
| GeForce GTX 880M | 12 марта 2014 | GK104       | 28                | PCIe 3.0 x16           | 1536:128:32 (8 SMX)                  | 954+Boost            | 954+Boost            | 5000          | 30,5                        | 122,1                       | 4096 8192   | 160                           | GDDR5          | 256         | 12.0                        | 4.5                         | 2930,7                               | 105      |